# 200 Перших Слів
«200 Перших Слів» — це серія спеціалізованих книг для дітей з вивчення англійської мови від компанії «Смарт Коала». Станом на квітень 2018 серія включає в себе 3 книги — «200 Перших Слів» Сезон 1, «200 Перших Слів» Сезон 2 та «200 Перших Слів» Сезон 3. Усі книги надруковані англійською мовою.
Новизна та унікальність книг Smart Koala полягає в інноваційній технології друку. Завдяки спеціальній технології нанесенні фарби, Розумна Ручка відтворює усю інформацію зі сторінок книг людським голосом. Розумна Ручка входить у стартовий набір від Smart Koala та працює з усім книжковим асортиментом компанії.

## Структура книг «200 Перших Слів»
В кожній книзі серії вміщено 20 тем для навчання. До кожної теми підібрано 10 найпопулярніших слів для вивчення. Усі теми ілюстровані головним зображенням, що передає наповнення теми, та окремими візуальними елементами, що допомагають краще запам'ятати нові слова. З новими словами складено невеличкі фрази та діалоги. Усе це надруковано англійською мовою.
Наповнення книги озвучено трьома мовами: англійською, як основною мовою, та українською чи російською, як мовами перекладу. Мови озвучення обирає учень за допомогою Розумної ручки. Окрім теоретичного матеріалу, дитині запропоновано пройти інтерактивні ігри, що тренують пройдений матеріал, та розвивають пам'ять і логічне мислення дитини.
Активні поля
У книгах розглядають 2 активні поля для інтерактивного навчання — «поле слів» та «поле головного зараження».
На «полі слів» знаходяться по 10 слів за темою, надрукованих англійською мовою, також присутня транскрипція. Слова підібрані відповідно до змісту уроку. Поле Слів розташоване зверху та знизу сторінки. Прослухати усі слова можна трьома мовами — англійською, українською та російською. Для цього на консолі управління варто обрати мову озвучення.
«Поле головного зараження». находиться у центрі кожного уроку. Він ілюструє певну сцену з життя для кращого занурення у зміст теми. Кожен герой сцени говорить речення, що побудовано на словах за темою. Це дає змогу практикувати слова у щоденному мовленні. Також озвучено звуки природи, предметів та різних механічних процесів. Прослухати усі речення та фрази можна трьома мовами — англійською, українською та російською. Для цього на консолі управління варто обрати мову озвучення.
Характеристики
Кожна книга має 52 сторінки. Розмір книги 21 x 28,5 см, для обкладинки використаний художній матовий папір 250 г/м², для звичайних сторінок — 128 г/м².

## Функції книг «200 Перших Слів»
- Функція запису голосу
- Функція зміни мов
- Функція ігор

### Функція запису голосу
У кожній темі у книгах «200 Перших Слів» є консоль управління, на якій є три кнопки для запису власного голосу «Зроби сам». Ця функція була розроблена для тренування правильної вимови англійської. Дитина може самостійно записувати власну вимову, слухати її зі сторони та порівнювати з вимовою професійного озвучення у книзі. Таким чином вдосконалюючи та корегуючи власне мовлення.

### Функція зміни мов
Усі книги від компанії «Смарт Коала» озвучено трьома мовами — англійською, українською та російською. За замовчуванням Розумна Ручка відтворює наповнення книги англійською мовою.
На кожній сторінці книги нанесено спеціальну консоль управління, на якій знаходяться іконки для зміни мови. При дотиці Розумної Ручки до цих іконок, Ручка починає відтворювати інформацію з книг на обраній мові.

### Функція ігор
До кожної теми «200 Перших Слів» розроблено спеціальні запитання для тренування вивчених слів англійської мови та розвитку логічного мислення дитини.
Для того, щоб розпочати чи завершити функцію ігор, достатньо торкнутися Розумною Ручкою іконок «ігри», що нанесені на сторінках книг.
Ігри відтворюються в довільному порядку. Ручка задає серію запитань за темою. Ключі з відповідями знаходяться або на «полі слів», або на «полі головного зображення». Користувач обирає відповідь за допомогою дотику Ручкою.
Розумна Ручка миттєво аналізує обраний варіант та повідомляє голосом, чи вказана відповідь вірна чи ні.
Станом на квітень 2018 року до кожної теми розроблено 6 запитань. Кількість запитань виросла з 3 до 6 у 2017 році за допомогою оновлених аудіофайлів «200 Перших Слів» (Сезон 1-3). Аудіофайли до книг доступні на сайті компанії безкоштовно.

## Огляд книг «200 Перших Слів»

### Сезон 1
У книзі «200 Перших Слів» Сезон 1 вміщено абетку англійської мови, 20 тем для вивчення та перші 200 базових іменників англійської мови.
Книгу озвучили носіях мови на професійних студіях звукозапису. До озвучення книги «200 Перших Слів» (Сезон 1) долучилися українські зірки та діячі культури Ірена Карпа, Тала Калатай, Віктор Бронюк (лідер гурту «ТІК») та Кирил Капустін.
У книзі «200 Перших Слів» (Сезон 1) вміщено теми: Наш великий будинок, Наша вітальня, Наша кухня, Наша ванна кімната, Наша шафа, Моя щаслива сім'я, Наші улюблені іграшки, Відвідування зоопарку, Щасливого Різдва, Частини тіла, На пляжі, Таємничий всесвіт, Наші улюблені закуски, Час обіду, Вечірка на честь дня народження, Різні кольори, Ферма дідуся, У парку розваг, Цифрові товари, Відвідування акваріума, а також Словник.

### Сезон 2
У книзі «200 Перших Слів» (Сезон 2) вміщено абетку української мови, 20 тем для вивчення та 200 нових слів англійської мови. У Сезоні 2 до базових іменників додаються числівники та дієслова, яким присвячено чотири уроки книги.
Книгу озвучили носії мови на професійних студіях звукозапису. До озвучення книги «200 Перших Слів» (Сезон 2) долучилися українські зірки та діячі культури Наталія Жижченко (лідер гурту «ONUKA»), Слава Фролова, Тімур Мірошниченко та Кирил Капустін.
У книзі «200 Перших Слів» Сезон 2 вміщено теми: На дитячому майданчику, На вулиці, На вулиці йде дощ, Моя власна кімната, Моє повсякденне життя, Виконуючи роботу по дому, Вивчаючи числа, Різні овочі, Смачні фрукти, Прекрасний сніговий світ, Маленький ставок уночі, Різні країни, Магія антонімів, В супермаркеті, Час обіду, Давайте влаштуємо пікнік, Наш транспорт, Дієслова 1, Дієслова 2, Дієслова 3, а також Словник.

### Сезон 3
У книгу «200 Перших Слів» Сезон 3 включено абетку російської мови, 20 тем для вивчення та 200 нових слів англійської мови. У Сезоні 3 до уже вивчених слів додаються прикметники та прислівники.
Книгу озвучили носіяї мови на професійних студіях звукозапису. До озвучення книги «200 Перших Слів» (Сезон 3) долучилися українські зірки та діячі культури Наталія Жижченко (лідер гурту «ONUKA»), Слава Фролова, Тімур Мірошниченко, та Кирил Капустін.
У книзі «200 Перших Слів» Сезон 3 вміщено теми: Цікаві професії, Дванадцять місяців, Життя дідуся, Дім бабусі, У пекарні, У лікаря, Різні форми, Оранжерея мами, Майстерня тата, Кімната для в'язання бабусі, Щасливого Нового року, Наші інструменти, У магазині аксесуарів, У порту, На залізничній станції, Різні напрямки, Наш урок мистецтва, Наші свята та фестивалі, Вивчаючи час, Наші почуття, а також Словник.